# 喜連川藩
喜連川藩（きつれがわはん）は、関ヶ原の戦いの後に下野国塩谷郡喜連川（現在の栃木県さくら市喜連川）に立藩された藩。藩庁は喜連川陣屋。藩主は足利国朝（正室は古河公方・足利氏姫）を藩祖とする喜連川家。喜連川藩の石高は最大でも5千石程であったが、喜連川家は足利尊氏の次男・足利基氏の後裔であったことから10万石相当の国主並の格式を江戸幕府から認められるという特殊な扱いを受け、名族足利氏の中では唯一、明治維新まで大名格で存続した（分家を入れると細川氏も含まれる）。

## 前史
足利基氏の系統は代々鎌倉公方を世襲して関東を支配したが、次第に京都の足利将軍家との対立傾向が目立つようになる。そして基氏の曾孫である足利持氏のとき、永享の乱を起こして第6代将軍足利義教と対立し、1439年（永享11年）に滅ぼされた。このとき、義教の命により持氏の遺児の大半が殺されたが、末子の成氏だけは赤子であるということから許された。
成氏は後に鎌倉公方となったものの、1455年（康正元年）に下総国古河を本拠地としたため古河公方を名乗った。しかし第2代古河公方の足利政氏は、息子の足利高基と不和になって対立し、さらに高基の弟である空然が突如還俗して足利義明を名乗り、小弓公方として自立した。
その後、義明は、第3代古河公方の兄・高基やその子の第4代古河公方の足利晴氏と徹底して対立し、関東一円に支配権を築こうとしたが、1538年（天文7年）に足利晴氏と手を結んだ北条氏綱の反撃に遭い、戦死した（国府台合戦）。義明の子足利頼純は里見氏を頼って安房国に落ち延び、小弓公方家は衰退した。
一方、古河公方は晴氏の息子義氏が継いだが、次第に北条氏の圧迫を受けて、その地位は名目的なものだけになった。1582年（天正10年）に義氏が死去したが、男子の跡継ぎがいなかった。そのため家臣は義氏の娘で北条氏康の外孫でもある足利氏姫を擁立し、古河城を守っていた。
小田原征伐後、名族である足利氏の断絶を惜しんだ豊臣秀吉は、足利氏姫を小弓公方家頼純の子である国朝に嫁がせ（国朝の姉嶋子は秀吉の側室となっており、嶋子の取り成しもあったといわれている）、1590年（天正18年）に下野喜連川に400貫（3500石）の所領を国朝へ与えた。これ以降、国朝とその後裔は「喜連川」の名字を称した。1593年（文禄2年）に国朝が没すると、氏姫は国朝の弟の頼氏と再婚し、頼氏は喜連川の所領を受け継いだ。しかし足利氏姫は喜連川に足を踏み入れることはなく、生涯を古河公方館で過ごした。

## 藩史
頼氏は関ヶ原の戦い（1600年）に出陣しなかったが、戦後に徳川家康へ戦勝を祝う使者を派遣したことから、1602年（慶長7年）に1000石の加増を受けた。それでも総石高4500石程度に過ぎず、本来ならば大名ではなく藩と呼ぶことはできないが、江戸幕府を開き源氏長者となった家康は、かつての将軍家でありかつ源氏長者でもあった足利氏の格式を重んじ、喜連川家に高い尊称である御所号を許して厚遇した。また四品格となり、代々の鎌倉公方が叙任された左兵衛督や左馬頭を称したが、これは幕府から受けた武家官位ではなく自称であった。にもかかわらず、幕府などもこの自称を認めていた。
以後の将軍も代々喜連川家を重んじ、前田家や越前松平家などと同じ大廊下に伺候席が置かれ（喜連川氏春の頃に柳之間へ配置替え）、享保年間には諸侯扱いとなり、藩庁が喜連川陣屋のまま、石高もさほど変わらないにもかかわらず、10万石相当の国主並家格となった。式日の正装は通常の四品の大名の直垂ではなく、喜連川家だけ六位以下の平士（無位無官の旗本）が着用する素襖であったし、喜連川藩が1万石を満たしていないことから、喜連川家は諸侯（大名）の概念に当てはまらないとして高家や交代寄合とみなす説もあるが、高家のような具体的職掌や朝廷との交渉上必要とした武家官位を持たず、交代寄合のような参勤交代や軍役負担義務も有しないなど、高家や交代寄合の概念にも当てはまらない。特別に認められた地位として、1815年（文化12年）に先代藩主であった喜連川恵氏が家臣に充てた書状の中では、喜連川家（喜連川藩）に「国勝手」（参勤交代義務の免除および妻子の在国許可）「諸役御免」（幕府からの諸役賦課の免除）「無高にて五千石」（表高は無高（ゼロ）で、実高は5千石）を挙げている(とはいえ表高が無高であれば、表高から計算される諸役の負担もないし、自主的には、毎年12月に参府していた)。
結局、喜連川家が江戸幕府から受けてきた待遇は「大名（諸侯）」「旗本」「交代寄合」のいずれにも当てはまらず、その所以は、幕藩体制における武家の身分統制から外れており、徳川将軍家との明確な主従関係すら存在しなかったことにある（喜連川家は自身を「天下ノ客位」「無位ノ天臣」と称していた）。こうした特殊な地位が認められたのは、喜連川家の祖である古河公方が徳川家の関東移封の少し前まで実際に関東地方の支配者としての一定の権威を有していた存在であり、徳川家による関東地方支配および幕藩体制における日本全国支配が確立していない時期には喜連川家に対する一定の配慮がなされたからだと見られている。『徳川実紀』の「東照宮御実紀附録」（巻17）には慶長20年（1615年）閏6月の記事として、上洛中の家康に拝謁した頼氏が退出時に家康から御送礼を受けたことが記載されている。この記事には喜連川家が室町将軍家の支族で鎌倉幕府（鎌倉府の誤記か？）の末裔であるため、その筋目を重んじたこと、台徳院（徳川秀忠）以後は御送礼の儀は停止されたことが記されており、徳川家の支配の安定化とともに喜連川家の重要性が低下していったことを物語っているが、その特殊な立場は明治まで継続していったとみられている。
1789年（寛政元年）には500石加増されて5000石となったものの、10万石の格式を保つ出費は莫大であり、依然として藩財政は厳しかった。荒川・内川の氾濫と天保の大飢饉は藩財政をますます窮乏させた。9代藩主喜連川煕氏は1839年（天保10年）から藩政改革に乗り出し、義援米のための倉の設置、厳格な検地の実行、新田開発、藩内の士風刷新などの政策を実行しようとした。しかし家中での上士と下士の対立と、財政基盤の弱さが政策の実行を阻害し、ほとんど成果が上がらなかった。唯一の救いは、喜連川が奥州街道沿いの宿場町（喜連川宿）であったことで、奥州の大名、わけても仙台藩の参勤交代時には喜連川の宿場は潤った。仙台藩が費用節約のために喜連川を通り過ぎようとしても、宿場前にはいつも御所様（喜連川藩主）が待っていたという。一度、仙台藩が喜連川を迂回して参勤交代した時には、御所様は義務もないのに江戸城参勤に赴き、伊達侯に嫌味を言ったと伝えられる。
喜連川領は、江戸時代を通じて喜連川家による支配を受けたが、明治元年に11代縄氏が足利に復姓、12代聡氏が華族に列せられ、版籍奉還により知藩事となった。しかし廃藩置県に先立つ1870年（明治3年）、藩政を返上して喜連川藩は消滅、日光県に編入された。なお、日光県は、1871年（明治4年）に宇都宮県に合併され、のち栃木県と再編されて現在に至る。

## 教育
8代藩主煕氏は1845年（弘化2年）、喜連川町宇倉ヶ崎に藩校「翰林館」（かんりんかん）、通称「広連閣」（こうれんかく）を設立、領内改革の一環として藩士子弟を教育させた。藩校においては和漢書の読書、詩文、書跡、武芸が奨励された。煕氏の領内改革自体は挫折するものの、藩校は明治維新を迎えても私塾として1883年（明治16年）まで存続した。

## 歴代藩主
喜連川（足利）家
外様、3500石→4500石→5000石
- 藩祖・国朝（喜連川国朝）

1. 頼氏
2. 尊信
3. 昭氏
4. 氏春
5. 茂氏
6. 氏連
7. 恵氏
8. 彭氏
9. 煕氏
10. 宜氏（喜連川紀氏を熊本藩から迎えたが、宜氏に養子交代）
11. 縄氏  (徳川斉昭の庶子が末期養子となったもの。足利に復姓)
12. 聡氏

## 喜連川藩の家臣
喜連川藩の家臣団は鎌倉公方以来の流れを汲んでいたが、かつての古河公方と小弓公方の対立は喜連川家と喜連川藩の成立後も家中に引き継がれ、1647年（正保4年）には御家騒動（喜連川騒動）が起きた。
- 秋元与助（侍医・家老）
- 二階堂貞明（家老）

## 藩邸
喜連川藩は上述のように参勤交代の義務を免除されていたため、幕府から江戸屋敷を与えられなかったが、年始の参府時などの利便性から元禄年間に自前で上野・不忍池の近くの下谷池之端に江戸屋敷を購入した。他の藩と違って藩主の妻子を住まわせる必要などもなく、また規模の小さな藩であったため、江戸屋敷に詰めた藩士は3名程度であった。

## 喜連川陣屋
喜連川陣屋（きつれがわじんや）は、現在のさくら市にあった陣屋である。頼氏の代に建てられたもので、喜連川丘陵にあった山城の喜連川城から藩庁の機能を移した。現在、跡地はさくら市喜連川庁舎（旧喜連川町役場）となっている。なお、市内の個人宅に城門が移築現存(火災で焼失)してあり、門には足利氏の家紋化粧が残されている。

## 幕末の領地
- 下野国
  - 都賀郡のうち - 13村
  - 芳賀郡のうち - 2村
  - 塩谷郡のうち - 15村